# Хоризонт: Американска сага – Част 1
„Хоризонт: Американска сага – Част 1“ (на английски: Horizon: An American Saga – Chapter 1) е американски епичен уестърн филм от 2024 г. с участието на Кевин Костнър, който е и режисьор, продуцент и съсценарист. Той е първият филм от едноименната поредица. Освен Костнър във филма още участват Сиена Милър, Сам Уъртингтън, Джена Малоун, Аби Лий, Майкъл Рукър, Дани Хюстън, Люк Уилсън, Изабел Фурман, Джеф Фейхи, Уил Патън, Татанка Мийнс, Оуен Кроу Шу, Ела Хънт, Джейми Кембъл Бауър и Томас Хейдън Чърч.
Премиерата на първата част се състои на 77-ия филмов фестивал „Кан“ на 19 май 2024 г. и излиза по кината в Съединените щати на 28 юни 2024 г. Филмът получава смесени отзиви от критиката. Ще продължи с втората част, която ще излезе на 16 август.

## Актьорски състав
- Кевин Костнър – Хейс Елисън
- Сиена Милър – Францес Китридж
- Сам Уъртингтън – първи лейтенант Трент Гепхарт
- Джовани Рибизи – Пикъринг
- Дани Хюстън – Полковник Хаутън
- Майкъл Рукър – сержант майор Риордан
- Джена Малоун – Елън/Луси
- Майкъл Ангарано – Уолтър Чайлдс
- Аби Лий – Мариголд
- Джейми Кембъл Бауър – Калиб Скайс
- Джон Бийвърс – Джуниър Скайс
- Оуен Кроу Шу – Пионсейни
- Татанка Мийнс – Таклишим
- Уейз Чийф – Люуи
- Люк Уилсън – Матю Ван Уейдън
- Ела Хънт – Джулиет Ченси
- Том Пейн – Хю Проктър
- Уил Патън – Оуен Китридж
- Изабел Фурман – Даймънд Китридж
- Джеф Фейхи
- Томас Хейдън Чърч
- Алехандро Еда
- Уейз Чийф
- Тим Гини
- Колин Кънингам
- Скот Хейз
- Ангъс Макфейдън
- Дъглас Смит
- Майкъл Провост
- Катлийн Куинлан – Ани Пайн
- Лари Багби
- Джеймс Русо
- Дейл Дики – госпожа Скайс
- Хейс Костнър
- Джеймс Ландри Хърбърт
- Долтън Бейкър
- Джорджия МакФейл
- Наоми Уиндърс
- Остин Арчър